# Platteville (Kolorado)
Platteville – miasto w Stanach Zjednoczonych, w stanie Kolorado, w hrabstwie Weld.